# Hanne Schmidt
Hanne Hesselbjerg Schmidt (født d. 9. marts 1960) er en dansk højesteretsdommer.
Schmidt blev født i Holbæk og blev student i 1978. Efter endt uddannelse som cand.jur. i 1983 blev hun ansat som fuldmægtig i Justitsministeriet samt dommerfuldmægtig ved Retten i Hvidovre. Efter en karriere i Justitsministeriet og som konstitueret dommer ved Retten i Lyngby, blev hun statsadvokat ved Rigsadvokaten i 1997, hvilket hun fortsatte som indtil 2009. I løbet af sit virke som statsadvokat havde hun held til at argumentere for at forsøg på bombesprængning skal give den samme straf som et fuldbyrdet drab.
I 1999 blev hun gift med senere rigspolitichef Torsten Hesselbjerg.
I 2003, under uroligheder i Københavns bz-miljø, blev hendes dengang 15-årige datter, omtalt i medierne som Punker-S, en del af den gruppe der d. 25. august besatte et hus ved Rantzausgade og Griffenfeldsgade.
I 2009 blev hun udnævnt som dommer i Højesteret. Hun er derudover næstformand i Arbejdsretten, formand for Domstolsstyrelsens bestyrelse og formand for Den Særlige Klageret.
I forbindelse med Inger Støjbergs Rigsretssag udtrådte Schmidt grundet inhabilitet, på baggrund af et venskab med tidligere afdelingschef Lykke Sørensen.